# Berriozar
Berriozar és un municipi de Navarra, a la comarca de Cuenca de Pamplona, dins la merindad de Pamplona. Limita al nord amb Ezkabarte, al nord-oest amb Berriobeiti (Aizoain), a l'est amb Berriobeiti (Artika) i al sud amb Pamplona.

## Demografia
| Evolució demogràfica                                   | Evolució demogràfica | Evolució demogràfica | Evolució demogràfica | Evolució demogràfica | Evolució demogràfica | Evolució demogràfica | Evolució demogràfica | Evolució demogràfica | Evolució demogràfica | Evolució demogràfica |
| 1996                                                   | 1998                 | 1999                 | 2000                 | 2001                 | 2002                 | 2003                 | 2004                 | 2005                 | 2006                 | 2007                 |
| ------------------------------------------------------ | -------------------- | -------------------- | -------------------- | -------------------- | -------------------- | -------------------- | -------------------- | -------------------- | -------------------- | -------------------- |
| 5 500                                                  | 5 412                | 5 445                | 5 557                | 6 002                | 6 735                | 7 577                | 7 865                | 8 244                | 8 555                | 8 636                |
| Sources: Berriozar i Institut d'Estadística de Navarra |                      |                      |                      |                      |                      |                      |                      |                      |                      |                      |

## Història
La primera notícia de la història de Berriozar, apareix en el Llibre de Rediezmo de 1268 cita expressament Berriozar amb 8 focs o cases, és a dir, unes 40 persones. No obstant això, és possible que abans del segle xiii existissin en l'actual terme de Berriozar algunes corralisses i algunes cases de llaurador que s'utilitzarien en períodes de tranquil·litat i s'abandonarien en èpoques de guerra, ja que la població es refugiava en el recinte emmurallat de la capital.
En un document de 1205 se cita el topònim Berrio, sense distinció encara de Berrio-plano, Berrio-suso o Berrio-zar, tots ells van formar juntament amb 8 llocs més part de la Cendea de Ansoáin que s'ha mantingut fins a 1991. Les males collites van fer que en 1389 el llauradors no podrien pagar els impostos al rei Carles II el dolent passant els seus béns a la propietat de Beltrán de Ezpeleta (Baró d'Ezpeleta i Vescomte de Valderro).
L'últim baró d'Ezpeleta va ser Don Beltrán. Els títols de baró d'Ezpeleta i Vescomte de Valderro van passar amb les seves possessions a la casa d'Ablitas, que va exercir la jurisdicció sobri Berriozar per mitjà d'un alcalde major nomenat per ells, i reelegido cada tres anys. Aquest dret jurisdiccional sobri Berriozar va romandre fins a 1815, any que el rei Ferran VII va incorporar totes les jurisdiccions a la seva corona. Durant el segle xix els pobles de la Comarca de Pamplona van sofrir les conseqüències de diverses guerres: la Guerra de la Independència (1808-1814), la del Trienni Constitucional (1820-1823), la Primera Guerra Carlina (1833-1840) i la Tercera Guerra Carlina (1872-1876). Van haver d'abastir als bàndols contendents i van sofrir les seves represàlies. D'altra banda, epidèmies de verola, còlera i altres malalties contagiosas van fer disminuir la població, el que va portar com a conseqüència un estancament demogràfic.
En contrast amb el segle anterior, el segle xx va suposar para Berriozar un canvi total. Durant els anys 60 i 70 del segle XX Berriozar va ser població receptora d'emigració, com la resta de la Comarca. En 1930 Berriozar tenia 177 habitants, 305 en l'any 1950, 3.166 en 1970: i 5.019 habitants en 1981:. L'augment de la població va suposar també un urbanístic amb la creació de nous barris en la part plana (Casc Nou i Zortzico) i el poble passa de ser un poble agrícola per a convertir-se en una zona residencial pròpia de l'Àrea metropolitana de Pamplona. Berriozar va ser un dels dotze pobles que va integrar la Cendea de Ansoáin fins que es va emancipar en 1991 i es va configurar com a municipi independent.

## Política
| 2007-2011 | Francisco Javier Lasa   | Nafarroa Bai       |
| 2003-2007 | Benito Rios Ochoa       | PSN-PSOE           |
| 2000-2003 | Benito Rios Ochoa       | PSN-PSOE           |
| 1999-2000 | José Manuel Goldarazena | Euskal Herritarrok |
| 1995-1999 | José Luis Campo         | AMO                |
| 1991-1995 | Alfonso Alonso          | PSN-PSOE           |

Abans d'esdevenir municipi, foren alcaldes o presidents de la Junta de Vintena del Concejo de Berriozar José Luis Campo de la candidatura AMO i José María Barrena i Estela Vasco, ambdós del PSN-PSOE.